# Rush (band)
 For alternative betydninger, se Rush. (Se også artikler, som begynder med Rush)
Rush var en canadisk progressiv rock-gruppe bestående af Geddy Lee (bas, keyboards, sang), Alex Lifeson (guitar) og Neil Peart (trommer, sangtekster). Gruppen blev dannet i sommeren 1968 i Willowdale (nu en del af Toronto) i delstaten Ontario af Lifeson, Lee, and John Rutsey. Peart (fra St. Catharines i Ontario) erstattede Rutsey på trommer i juli 1974, to uger før gruppens første turné i USA.
Rutseys exit, efter kun at have medvirket på debutalbummet, skyldtes iflg. biografien Contents Under Pressure: 30 Years of Rush at Home & Away sukkersyge, der ikke ville være forenelig med lange turneer. Rutsey døde 11. maj 2008 af et hjerteanfald relateret til hans sukkersyge.
Rush var aktive indtil 2018. Rush har gennem deres karriere udgivet 24 albums, der alle har solgt til guld og 14 til platinstatus (3 til multiplatin). Rush er det band med tredje flest fortløbende salg af plader til guld/platin status, kun overgået af Beatles og Rolling Stones (iht. RIAA).
Hver især har bandmedlemmerne modtaget talrige anerkendelser for deres musikalske evner, og er anset som værende blandt de bedste musikere på deres respektive instrumenter. Neil Peart er flere gange kåret som verdens bedste trommeslager.[kilde mangler] Flere angiver Rush som en væsentlig kilde til inspiration, herunder Metallica, Primus og The Smashing Pumpkins.
Senest afsluttede turné for albummet Snakes & Arrows var den bedst besøgte Rush turne nogensinde[kilde mangler] og indtjente i omegnen af $40 millioner.[kilde mangler]
Peart døde af hjerne-cancer den 7. januar 2020 i en alder af 67.

## Diskografi

### Studiealbums
- Rush (1974)
- Fly by night (1975)
- Caress of steel (1975)
- Rush 2112 (1976)
- A farewell ro kings (1977)
- Hemispheres (1978)
- Permanent waves (1980)
- Moving Pictures (1981)
- Signals (1982)
- Grace under pressure (1984)
- Power windows (1985)
- Hold your fire (1987)
- Presto (1989)
- Roll the bones (1991)
- Counterparts (1993)
- Test for echo (1996)
- Vapor Trails (2002)
- Feedback (cover) (2004)
- Snakes & arrows (2007)
- Clockwork Angels (2012)

### Livealbums
- All the world's a stage(1976)
- Exit...Stage left (1981)
- A show of hands (1988)
- Different stages (1998)
- Rush in Rio (2003)
- R30 (2005)
- Grace Under Pressure Tour (kun udgivet ifm. boxsættet "Rush Replay X 3") (2006)
- Snakes & Arrows Live (2008)

### Opsamlingsalbums
- Rush Through Time (1978)
- Archives (1978)
- Chronicles (1990)
- Retrospective I (1997)
- Retrospective II (1997)
- The Spirit of Radio: Greatest Hits 1974–1987 (2003)
- Gold' (genudgivelse af de to Retrospective fra 1997, hvor "Something for Nothing" fra disk 1 er erstattet af Working Man) (2006)
- Retrospective 3 (2009)